# International Lawn Tennis Challenge 1920
Der International Lawn Tennis Challenge 1920 war die 15. Ausgabe des von der ITF veranstalteten Wettbewerbes für Herrennationalmannschaften im Tennis. Das vom 30. Dezember 1920 bis 1. Januar 1921  ausgetragene Finale in Auckland gewann Herausforderer USA klar mit 5:0 gegen Titelverteidiger Australasien, und sicherte sich somit den bisher fünften Titel. Es sollte der erste von sieben Erfolgen in Serie sein.

## Die Mannschaften

### Weltgruppe
Außer dem Titelverteidiger nahmen sechs weitere Mannschaften an der International Lawn Tennis Challenge teil. Diese Teams spielten in der Weltgruppe um das Finalticket gegen Australien.
| - Frankreich - Großbritannien - Kanada | - Niederlande - Südafrikanische Union - USA |

## Ergebnisse
| Viertelfinale Juni/Juli      | Viertelfinale Juni/Juli     | Viertelfinale Juni/Juli |                       |                       | Halbfinale 16.–19. Juli | Halbfinale 16.–19. Juli | Halbfinale 16.–19. Juli |  |  | Finale | Finale | Finale |
|                              |                             |                         |                       |                       |                         |                         |                         |  |  |        |        |        |
| Kanada 1868                  | Kanada                      |                         |                       |                       |                         |                         |                         |  |  |        |        |        |
|                              | Freilos                     |                         |                       |                       |                         |                         |                         |  |  |        |        |        |
| Kanada 1868                  | Kanada                      |                         |                       |                       |                         |                         |                         |  |  |        |        |        |
| Kanada 1868                  | Kanada                      |                         |                       |                       |                         |                         |                         |  |  |        |        |        |
|                              | Niederlande                 | Niederlande             | w.o.                  |                       |                         |                         |                         |  |  |        |        |        |
| Sudafrika 1912               | Niederlande                 | Niederlande             | w.o.                  | Südafrikanische Union | 2                       |                         |                         |  |  |        |        |        |
| Sudafrika 1912               |                             |                         |                       | Südafrikanische Union | 2                       |                         |                         |  |  |        |        |        |
| Niederlande                  | Niederlande                 | 3                       |                       |                       |                         |                         |                         |  |  |        |        |        |
| Niederlande                  | Niederlande                 | 3                       | Niederlande           | Niederlande           |                         |                         |                         |  |  |        |        |        |
|                              |                             |                         |                       | Niederlande           |                         |                         |                         |  |  |        |        |        |
|                              | Vereinigte Staaten 48       | USA                     | w.o.                  |                       |                         |                         |                         |  |  |        |        |        |
| Dritte Französische Republik | Vereinigte Staaten 48       | USA                     | w.o.                  | Frankreich            | 0                       |                         |                         |  |  |        |        |        |
| Dritte Französische Republik |                             |                         |                       | Frankreich            | 0                       |                         |                         |  |  |        |        |        |
| Vereinigte Staaten 48        | USA                         | 3                       |                       |                       |                         |                         |                         |  |  |        |        |        |
| Vereinigte Staaten 48        | USA                         | 3                       | Vereinigte Staaten 48 | USA                   | 5                       |                         |                         |  |  |        |        |        |
|                              |                             |                         | Vereinigte Staaten 48 | USA                   | 5                       |                         |                         |  |  |        |        |        |
|                              | Vereinigtes Konigreich 1801 | Großbritannien          | 0                     |                       |                         |                         |                         |  |  |        |        |        |
|                              | Vereinigtes Konigreich 1801 | Großbritannien          | 0                     | Freilos               |                         |                         |                         |  |  |        |        |        |
|                              |                             |                         |                       |                       |                         |                         |                         |  |  |        |        |        |
| Vereinigtes Konigreich 1801  | Großbritannien              |                         |                       |                       |                         |                         |                         |  |  |        |        |        |

## Finale
| Australien                                                  | Finale | USA                                              |
| ----------------------------------------------------------- | --- | ------------------------------------------------ |
| Team Norman Brookes Gerald Patterson Kapitän Norman Brookes | Datum: 30. Dezember 1920 bis 1. Januar 1921 Ort: Domain Cricket Club, Auckland (Neuseeland) Belag: Rasen \| Norman Brookes \| 8:10, 4:6, 6:1, 4:6 \| Bill Tilden \| \| Gerald Patterson \| 3:6, 1:6, 1:6 \| Bill Johnston \| \| Norman Brookes Gerald Patterson \| 6:4, 4:6, 0:6, 4:6 \| Bill Tilden Bill Johnston \| \| Gerald Patterson \| 7:5, 2:6, 3:6, 3:6 \| Bill Tilden \| \| Norman Brookes \| 7:5, 5:7, 3:6, 3:6 \| Bill Johnston \| Resultat: 0:5 | Team Bill Johnston Bill Tilden Kapitän Sam Hardy |
| Norman Brookes                                              | 8:10, 4:6, 6:1, 4:6 | Bill Tilden                                      |
| Gerald Patterson                                            | 3:6, 1:6, 1:6 | Bill Johnston                                    |
| Norman Brookes Gerald Patterson                             | 6:4, 4:6, 0:6, 4:6 | Bill Tilden Bill Johnston                        |
| Gerald Patterson                                            | 7:5, 2:6, 3:6, 3:6 | Bill Tilden                                      |
| Norman Brookes                                              | 7:5, 5:7, 3:6, 3:6 | Bill Johnston                                    |